# Caprino Bergamasco
Caprino Bergamasco [kaˈpriːno beɾɡaˈmasko] (Cavrì [kaˈvɾi] in dialetto bergamasco, e semplicemente Caprino fino al 1860) è un comune italiano di 3 075 abitanti della provincia di Bergamo in Lombardia. Appartiene alla Comunità montana Lario Orientale - Valle San Martino.

## Geografia fisica
Situato nella valle San Martino, dista circa 19 chilometri a nord-ovest dal capoluogo orobico.

## Storia
Il paese ha una storia molto antica: già in epoca romana era un rinomato centro che, posto su un'importante strada di comunicazione che univa le città di Bergamo e di Como, era considerato il capoluogo della valle San Martino, territorio compreso tra l'isola bergamasca e il lago di Lecco.
La strada garantì per anni splendore al borgo, che si sviluppò notevolmente grazie ai commerci che questa garantiva, ma poi fu veicolo di incursioni di orde barbariche che portarono terrore tra gli abitanti. Dopo decenni di profonda instabilità, la situazione parve tranquillizzarsi con l'arrivo dei Longobardi, ai quali subentrarono i Franchi che instaurarono il Sacro Romano Impero.
Fu proprio a questi anni che risale il primo documento scritto che attesta l'esistenza del toponimo: nel 962 il re Berengario II certifica i terreni presenti nei suoi possedimenti, tra i quali è presente anche Caprino.
I secoli successivi si caratterizzarono però per i violenti scontri tra le opposte fazioni dei guelfi e ghibellini: il paese fu al centro di aspre contese tanto da doversi dotare di una serie di fortificazioni che ancor'oggi rammentano l'importanza del borgo in epoca medievale. 

Tra i tanti scontri va ricordato quello del 1373 in cui contadini insorti uccisero il condottiero Ambrogio Visconti, figlio naturale di Bernabò, che immediatamente accorse con le sue truppe e per rappresaglia mise a ferro e fuoco l'intera zona.
Il termine di questo periodo arrivò con la Pace di Ferrara nel 1433, nel quale venne sancito il passaggio di Caprino e dei borghi limitrofi alla Repubblica di Venezia. Da allora non si sono più verificati episodi di una certa rilevanza politica nel paese che, forte della ritrovata tranquillità, ha ricominciato a riprendere le attività economiche che lo avevano reso importante nei secoli precedenti. Soltanto alcune carestie e ondate epidemiche di peste di manzoniana memoria misero in seria difficoltà la popolazione, che seppe sempre rialzarsi e riprendere le proprie attività.
Da allora il borgo principale di Caprino ha cominciato ad assorbire nella propria entità amministrativa i vicini comuni di Celana, Formorone, Celanella, Perlupario e Opreno (che tuttora compongono il comune), assumendo l'attuale conformazione territoriale soltanto nel 1927, quando venne inglobato anche Sant'Antonio d'Adda.

### Simboli
Lo stemma e il gonfalone sono stati concessi con decreto del presidente della Repubblica del 5 dicembre 1973.
Il gonfalone è un drappo partito di giallo e di rosso.

## Monumenti e luoghi d'interesse

### Architetture religiose

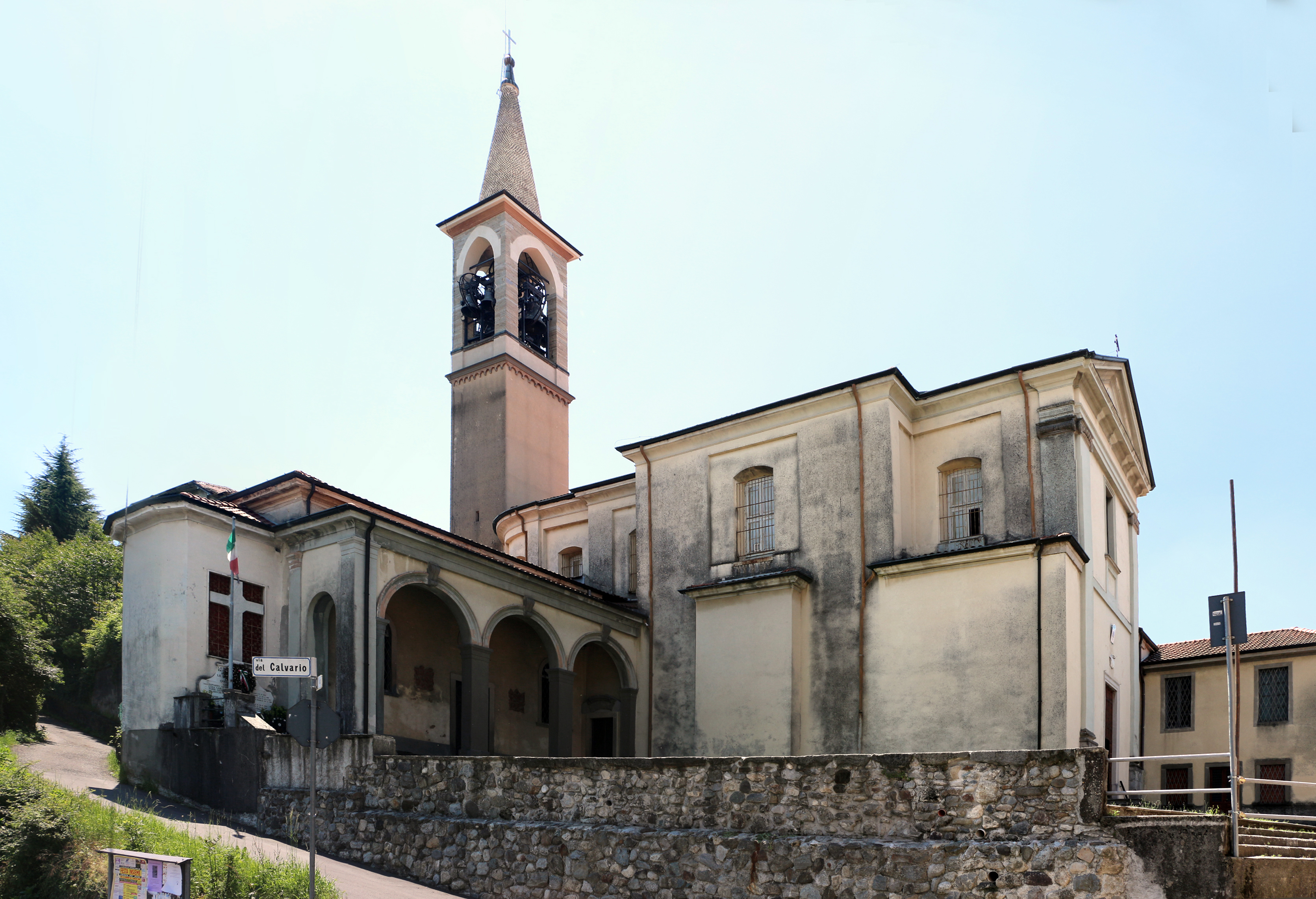
La parrocchiale di Celana

Le chiese di Caprino e Sant'Antonio dipendevano in passato dalla Pieve di Brivio e, anche se territorialmente bergamasche, fecero parte della diocesi di Milano sino al 1788, per poi venire aggregate alla diocesi di Bergamo. Da allora il vicariato di Calolzio-Caprino, pur facendo parte della diocesi di Bergamo, segue il rito ambrosiano e non quello romano.
In ambito religioso sono molto importanti la chiesa parrocchiale di San Biagio, fatta edificare nel 1760 seguendo il modello della chiesa di San Fedele a Milano, che conserva una tela del pittore luganese Giovan Battista Discepoli (1590-1654), e la parrocchiale di Celana, che custodisce la pala dell'Assunta eseguita da Lorenzo Lotto.

### Architetture civili
Il territorio comunale è cosparso di edifici civili di grande valore storico ed artistico: nel centro storico spicca una torre che, edificata attorno al 1260, riporta alla memoria il periodo medievale. Più a monte si possono trovare resti di un'altra torre e di fortificazioni coeve.
Notevole interesse riscuote anche Palazzo Sozzi, costruito nel XVIII secolo dall'omonima famiglia.

### Il collegio convitto di Celana
Altro edificio storico di notevole importanza sul territorio caprinese è rappresentato dal collegio convitto di Celana. Questo sorse nel 1579 per volontà di Carlo Borromeo che, il 9 novembre di quello stesso anno, ottenne la bolla di istituzione pontificia da Gregorio XIII. La struttura venne gestita da religiosi come istituto esclusivamente maschile (le ragazze saranno ammesse solo a partire dagli anni '90 del Novecento). Secondo il regolamento interno, i tre quinti del consiglio d'amministrazione dell'istituto erano nominati dalla curia episcopale di Bergamo, mentre gli altri due quinti restanti venivano nominati dai rappresentanti della comunità della Valle di San Martino. Nel XIX secolo la struttura arrivò ad accogliere 1000 studenti. Fra i suoi allievi di rilievo vi furono anche Angelo Roncalli, poi divenuto papa Giovanni XXIII, Francesco Nullo, eroe del Risorgimento, ma anche calciatori famosi come Giuseppe Meazza e Sandro Mazzola. Dal 2014 il collegio chiuse i battenti a causa delle alte spese di gestione e per la presenza di forti debiti.
Il collegio era anche sede di diversi laboratori e di un copioso museo di scienze naturali che aveva lo scopo di illustrare ai ragazzi al meglio le lezioni di scienze, con una straordinaria collezione di fossili, minerali e oggetti naturali (compresi animali imbalsamati). La struttura ospitava anche alcune opere di pregio come ad esempio un globo progettato e realizzato da Giacomo Cantelli, già geografo alla corte di Francesco II d'Este. Nella cappella dell'istituto si trovava la Assunzione di Maria di Lorenzo Lotto, oggi trasferita nella locale chiesa parrocchiale intitolata a Santa Maria Assunta.
Nel 1965 il regista Ermanno Olmi ambientò al collegio alcune scene del suo film E venne un uomo sulla figura di Giovanni XXIII. Proprio in ricordo della figura di Giovanni XXIII, è stato istituito un sentiero della memoria che ripercorre le tappe che quotidianamente il futuro papa, allora studente, percorreva ogni mattina per portarsi da casa sua al collegio per studiare. Dal 2016 vi è stato ambientato l'esperimento sociale del docu-reality di Rai 2 Il collegio per quattro edizioni.

## Società

### Evoluzione demografica
Abitanti censiti

### Etnie e minoranze straniere
Gli stranieri residenti nel comune sono 225, ovvero il 7,3% della popolazione. Di seguito sono riportati i gruppi più consistenti:
1. Marocco, 39
2. Senegal, 35
3. Romania, 28
4. Albania, 21
5. Costa d'Avorio, 20

## Infrastrutture e trasporti
Il comune di Caprino Bergamasco è lambito nella sua parte meridionale dalla SS 342, nota come "Briantea" che collega la città di Bergamo con Como e Lecco. È servito dalla stazione di Cisano-Caprino Bergamasco, sulla linea Lecco-Brescia. È capolinea della linea automobilistica E3 Caprino-Olgiate Molgora FS e transita per il comune la linea C46 Como-Merate-Bergamo.